# Лёд (фильм, 2018)
«Лёд» — российская музыкальная спортивная романтическая комедийная драма режиссёра Олега Трофима. Фильм рассказывает о способной фигуристке, получившей серьёзную травму из-за ошибки партнёра, и её отношениях с простым хоккеистом, любовь которого помогает ей преодолеть себя. В главных ролях — Аглая Тарасова и Александр Петров. Премьера в России состоялась 14 февраля 2018 года.
Премьера на ТВ состоялась 8 марта 2019 года на Россия-1.
12 марта 2019 года начались съёмки продолжения фильма, действие которого будет происходить на озере Байкал. В качестве режиссёра был приглашён Жора Крыжовников.

## Сюжет
Надя Лапшина, девочка из Иркутска, всегда мечтала быть фигуристкой, но имеет проблемы с координацией и равновесием, из-за чего известный детский тренер Ирина Сергеевна Шаталина отказывается брать её в ученики, вопреки вере и уговорам Надиной матери. Но мама, несмотря на свою болезнь, занимается с Надей по книге, даже на льду Байкала. Когда мать девочки умирает от сердечного приступа, к Наде в квартиру вселяется её тётя Маргоша. Маргоша торгует бананами, хорошо относится к племяннице и заботится о ней, как может, но совершенно равнодушна к увлечению Нади. Однако девочка не сдаётся и в итоге проявляет такую настойчивость, что Шаталина решается взять её в спортшколу.
Надя начинает жить в интернате при местном дворце спорта и учиться азам и тонкостям фигурного катания. Поначалу у неё ничего не выходит, но целеустремлённость и хорошая обучаемость берут своё, и Надя становится самой лучшей ученицей интерната. В результате Шаталина выставляет её, как кандидатку на детские фигурные состязания, проводимые по всей стране. Другая девочка, которая была лучшей до Нади, пытается сорвать ей выступление, затупив коньки, но Надя совершает невозможное и даже на тупых лезвиях прокатывает первоклассный танец.
Прошли годы. Надя повзрослела и стала одной из самых известных фигуристок страны. Шаталина предлагает ей перейти в высшую лигу, попробовавшись в Москве на место партнёрши к известному фигуристу Владимиру Леонову. Надя поначалу отказывается, не желая бросать любимого тренера, но Шаталина, желая ей успеха, рассказывает Наде, что мать её обманула, сказав, что Шаталина разглядела в ней в детстве талант, и взяла она её только из-за её упорства в достижении цели. Надя огорчается, но решает рискнуть и в итоге получает место. Вскоре они с Вовой начинают жить вместе, и он даже задумывает сделать ей предложение. Однако во время очередного выступления происходит катастрофа: при исполнении неотработанного выброса Вова роняет Надю, от сильного падения та получает травму позвоночника, теряет способность ходить и становится инвалидом. Надя от депрессии замыкается в себе и перестаёт общаться со всеми.
В столице ей не удаётся излечиться, и Надежда возвращается к тёте и её приятелю, прикованная к инвалидному креслу. Шаталина, понимая беды бывшей ученицы, хочет ей помочь. Тем временем, в местной хоккейной команде у нападающего Саши Горина случается драка с товарищем, во время которой он задевает Шаталину, из-за чего его отстраняют от игры. Шаталина предлагает ему сделку: он поможет Наде восстановиться, а Шаталина вернёт его в команду. Саша делает вид, что соглашается, но поначалу пытается мухлевать, видя, что Надя полностью раздавлена и не видит шансов выздороветь. Однако Шаталина быстро его разоблачает, и он вынужден действовать по-настоящему.
Поначалу Саша и Надя терпеть не могут друг друга, однако неунывающий Саша показывает себя неплохим психологом и начинает возвращать Наде веру в себя, сперва жёстко подшучивая над ней, но потом найдя общий язык. Вскоре это даёт плоды: к Наде начинает возвращаться чувствительность ног и способность двигать их пальцами. После этого они переходят на лечебную физкультуру: Саша начинает возить Надю в местный тренажёрный зал, где она восстанавливает атрофировавшиеся мышцы ног и заново учится ходить. В итоге она снова встаёт на ноги, а затем и возвращается на лёд. К этому моменту их с Сашей отношения достигли почти романтического уровня. Саша признаётся Наде, что до хоккея в детстве тоже некоторое время занимался фигурным катанием. В итоге Надя уговаривает его выступить её партнёром в номере-возвращении в своём привычном амплуа хоккеиста. Получившийся необычный номер оказывается очень тепло принят.
После их успешного совместного выступления к Шаталиной приходит тренер Владимира и убеждает её, что Надя может продолжить побеждать только с Леоновым, а Саша находит в раздевалке Вову, который пытается убедить его оставить Надю, утверждая, что только он, Владимир, может привести её к олимпийской медали. Весь следующий день Саша проводит в грустных мыслях: он понимает, что влюбился в Надю и хочет быть с ней, но слова Вовы слишком глубоко его задели. В итоге он напивается, приходит к Наде и лжёт ей, что всё это время помогал ей только из жалости, оставив на прощание выигранного в тире большого плюшевого медведя.
Надя снова объединяется с Владимиром, но под руководством Шаталиной. Через некоторое время они выступают на большом состязании, но на таком же роковом выбросе Надежда снова падает. Доктор устанавливает, что никаких проблем со спиной у Нади больше нет: дело в чистой психосоматике. Надя хочет продолжить выступление, но Владимир, не веря в успех, взрывается и высказывает, что на самом деле всегда считал Надю ничтожной фигуристкой и выступал с ней только из-за её популярности в народе. Надя оставляет его и возвращается на лёд выступать в одиночку, хотя это и против правил. Саша, наблюдавший за состязанием по телевизору, решает не оставаться в стороне и срочно добирается до Сочи. Проникнув на стадион, он отбирает у удручённого Владимира его костюм и выходит на лёд к Наде. Она в слезах требует от него сказать, зачем он пришёл, и он признаётся ей в своих чувствах. Судьи отказываются снова запускать для них музыку, но Надин дядя-свойственник, сидевший с Маргошей среди зрителей, начинает петь сам, а затем песню подхватывает весь зал, и под неё Надя и Саша исполняют прекрасный дуэтный номер, во время которого Надя видит на трибуне призрак своей матери.
Несмотря на то, что они остались дисквалифицированы, Надя и Саша счастливы, ведь теперь они вместе и на льду, и вне его.

## В ролях
- Аглая Тарасова — Надежда Михайловна Лапшина, фигуристка
- Милош Бикович — Владимир Борисович Леонов, фигурист (озвучивает Роман Полянский[5])
- Александр Петров — Александр Аркадьевич Горин, хоккеист
- Мария Аронова — Ирина Сергеевна Шаталина, тренер
- Ксения Раппопорт — мама Надежды Лапшиной
- Ян Цапник — Всеволод Игоревич Шульженко, тренер
- Ксения Лаврова-Глинка — Маргоша, тётка Надежды
- Павел Майков — дядя Гена, хахаль тётки
- Диана Енакаева — Надежда Лапшина в детстве
- Ирина Старшенбаум — Жжёнова, конкурентка
- Фёдор Бондарчук — бродяга
- Андрей Золотарёв — репортёр
- Юлия Писаренко — итальянская болельщица
- Дмитрий Губерниев — спортивный комментатор «Кубка льда»
- Максим Белбородов — Митя Егоренко, фигурист
- Андрей Балякин — Андрей Буров, хоккейный тренер
- Алексей Лукин — парень в качалке

## Музыка
| №   | Название                | Исполнитель        | Длительность |
| --- | ----------------------- | ------------------ | ------------ |
| 1.  | «Opening»               | Александр Шибаршин | 0:54         |
| 2.  | «2 Main Title»          | Антон Беляев       | 1:28         |
| 3.  | «Прирождённый повар»    | Ксения Раппопорт   | 0:09         |
| 4.  | «Nadya's Home»          | Антон Беляев       | 0:37         |
| 5.  | «Мам, лёд трещит»       | Ксения Раппопорт   | 0:29         |
| 6.  | «Death of Mother»       | Антон Беляев       | 1:16         |
| 7.  | «Звезда моя»            | Мария Аронова      | 0:24         |
| 8.  | «Tomorrow at 6»         | Антон Беляев       | 1:01         |
| 9.  | «У нас комиссия»        | Мария Аронова      | 0:11         |
| 10. | «Солдат»                | Мария Аронова      | 3:36         |
| 11. | «Девочки, всем спасибо» | Ян Цапник          | 0:10         |
| 12. | «Стыцамен»              | Антон Беляев       | 3:14         |
| 13. | «Что с нами будет?»     | Милош Бикович      | 0:07         |
| 14. | «I'll Be with You»      | Антон Беляев       | 0:45         |
| 15. | «Дамы и господа»        | Александр Шибаршин | 0:11         |
| 16. | «Power»                 | Антон Беляев       | 3:25         |
| 17. | «Кто там?»              | Александр Петров   | 0:23         |
| 18. | «Sasha's Therapy»       | Антон Беляев       | 3:32         |
| 19. | «Да ты просто ссышь!»   | Александр Петров   | 0:21         |
| 20. | «Fallen»                | Антон Беляев       | 0:31         |
| 21. | «Я чувствую силу»       | Александр Петров   | 0:17         |
| 22. | «Miracle»               | Антон Беляев       | 0:24         |
| 23. | «Ген, ты то как?»       | Александр Петров   | 0:20         |
| 24. | «Don't Leave»           | Антон Беляев       | 0:26         |
| 25. | «Слышишь?»              | Александр Петров   | 0:14         |
| 26. | «Sasha and Nadya»       | Антон Беляев       | 0:34         |
| 27. | «Ничего себе»           | Александр Петров   | 0:16         |
| 28. | «Leave If You Love»     | Антон Беляев       | 1:40         |
| 29. | «Отпусти меня»          | Александр Петров   | 0:14         |
| 30. | «Sasha Leaves»          | Антон Беляев       | 1:43         |
| 31. | «Лосины снимай»         | Александр Петров   | 0:04         |
| 32. | «Sasha's Back»          | Антон Беляев       | 1:07         |
| 33. | «Лететь»                | Антон Беляев       | 3:04         |
| 34. | «Final»                 | Антон Беляев       | 3:33         |
| 35. | «Main Theme»            | Антон Беляев       | 1:45         |

## Продолжение
Фёдор Бондарчук заявил, что продолжение «Лёд 2» будет снимать другой режиссёр Жора Крыжовников. Фильм вышел в прокат 14 февраля 2020 года.